# Pilosana hamata
Pilosana hamata är en insektsart som beskrevs av Nielson 1992. Pilosana hamata ingår i släktet Pilosana och familjen dvärgstritar. Inga underarter finns listade i Catalogue of Life.